# 憲法慣例
憲法慣例（英語：Constitutional convention）又稱憲政慣例，是指未明文訂定於宪法條文中，經由長期之憲政運作所形成之政治習慣，並普遍經過公眾認同。該術語由戴雪於1883年首次提出。
在各國的政治實踐中，著名的憲政慣例諸如美国总统僅連任一屆，是由首任總統乔治·华盛顿樹立的典範，直到1941年才由小羅斯福打破。此後美国国会通過了《憲法第二十二修正案》，明文限制總統只能連任一次。